# فوكوكا

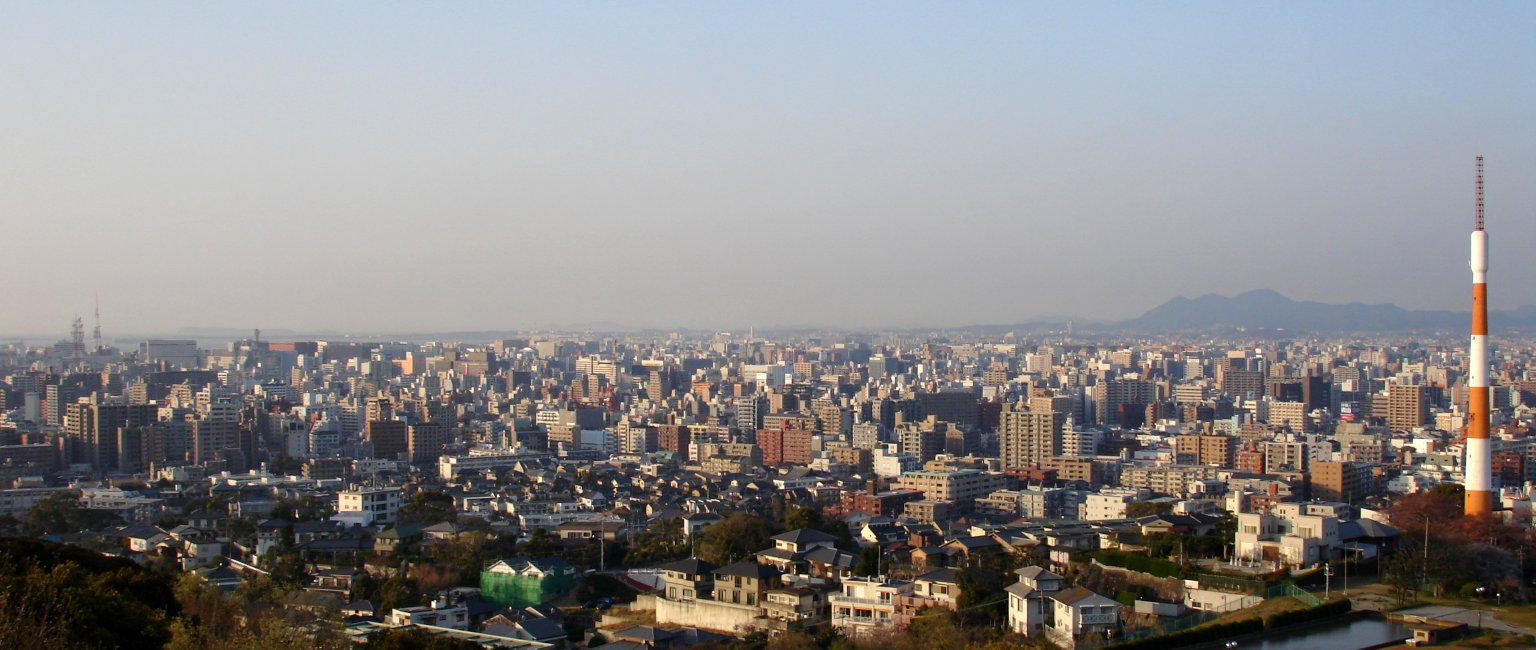
"المدينة القديمة في فوكوكا: منظر من أعلى إحدى نقاط المشاهدة في المدينة."

فوكو-أوكا أو فوكوكا (بالـيابانية: 福岡市) هي مدينة في اليابان، وعاصمة المحافظة التي تحمل نفس الاسم (محافظة فوكوأوكا)، تقع في شمال شرقي جزيرة «كيوشو» (في أقصى جنوب البر الياباني)، كما تطل على «خليج فوكوكا». يبلغ عدد سكانها حوالي 1.494.172 نسمة في عام 2012 تم تنصنيفها في المركز الثاني عشر كأفضل مدينة للعيش في مجلة مونوسيل، نظراً لتناجس المساحات الخضراء في المدينة العصرية. فوكوكا هي أكبر المدن في جزيرة كيوشو وسادس أكبر مدينة في اليابان.

## التاريخ
تعتبر فوكوكا المدينة الأقدم في اليابان نظراً لأنها الأقرب إلى كوريا والصين. المناطق المحيطة بفوكوكا تعتبر من أقدم المستوطنات في فترة جومون في اليابان.

## الجغرافيا
يجتازها نهر «ناكا»، شيدت على ضفتها الغربية «قلعة فوكويوكا» (ومنها استمدت اسمها)، ويرجع تاريخها إلى سنة 1601 م، وكانت مقراً لأحد الزعماء الإقطاعيين الكبار، على ضفتها الشرقية يقع «هاكاتا»، حي الأعمال والذي يعود إلى القرن السابع للميلاد، حينما كانت المدينة معبرا لليابان إلى الصين، ومدينة «فوكوكا» أقرب الموانئ اليابانية إلى السواحل الآسيوية.

## المدينة
لا زال السور الدفاعي القديم والذي يبلغ ارتفاعه ثلاثة (3) أمتار ماثلاً للعيان في بعض الأماكن على ضفاف خليج «هاكاتا». شيد السور في القرن الثالث عشر الميلادي، لحماية المدينة من الغزوات المغولية.
من أهم المعاهد فيها: جامعة كيوسو (1911 م) وجامعة فوكوكا (1934 م) وكلاهما تقعان داخل المدينة.

## الاقتصاد
تتواجد بها صناعات كثيرة: منسوجات الحرير، الدمى، الآلات الميكانيكية، الورق، المعادن والتجهيزات الكهربائية.

## التعليم
تشرف مدينة فوكوكا على جميع المدارس الابتدائية والإعدادية في المدينة، بينما تشرف المحافظة على المدارس الثانوية.

### جامعة وطنية
- جامعة كيوشو

### جامعة إقليمية
- جامعة فوكوكا للبنات

### جامعات خاصة
- معهد فوكوكا التقني
- جامعة فوكوكا
- جامعة داي إتشي، كلية علوم الصيدلة
- جامعة فوكوكا قو قايكين
- جامعة كيوشو سانقيو
- جامعة سينان قايكين
- جامعة ناكا قايكوين

### الكليات
كلية فوكوكا للعلوم الطبية
كلية معهد فوكوكا الثانوي
كلية جوإنشن الثانوي
كلية كوران الثانوي للبنات
كلية كيوشو زوكيي للفنون
كلية ناكا قايكوين الثانوي
كلية نيشي نيهون الثانوي
كلية سييكا الثانوي للبنات